# Ralf Schneider (Fußballspieler, 1952)
Ralf Schneider (* 22. September 1952) ist ein ehemaliger deutscher Fußballspieler. In der höchsten Spielklasse des DDR-Fußballs, der Oberliga, spielte er für die BSG Sachsenring Zwickau.

## Sportliche Laufbahn
Seinen einzigen Oberligaeinsatz bestritt Schneider in der Spielzeit 1973/74 für die Betriebssportgemeinschaft des VEB Sachsenring Automobilwerke Zwickau, die BSG Sachsenring Zwickau. Am 26. und letzten Spieltag stand der Mittelfeldspieler beim 2:1-Heimsieg gegen die BSG Chemie Leipzig in der Startelf der Westsachsen und wurde nach 70 Minuten ausgewechselt.
Am nationalen Cup-Triumph der Sachsenring-Elf in der Saison 1974/75 war Schneider mit einem Einsatz in der 2. Runde beteiligt. Im nach Elfmeterschießen erfolgreich gestalteten FDGB-Pokalendspiel gegen die SG Dynamo Dresden wurde er nicht eingesetzt.
Die meisten Spiele im überregionalen DDR-Fußball bestritt er Mitte der 1970er-Jahre in der zweitklassigen Liga. In dieser Spielklasse gelangen ihm drei Treffer in 64 Spielen für die 2. Mannschaft der BSG Sachsenring Zwickau.